# Heinz Zimmermann (Politiker)
Heinz Zimmermann (* 28. Oktober 1882 in Zwickau; † 20. Juni 1968 in Lochau) war ein österreichischer Politiker und Friseurmeister. Er war von 1934 bis 1938 Abgeordneter zum Vorarlberger Landtag.

## Leben und Wirken
Zimmermann besuchte in Zwickau die Volks- und Bürgerschule. Er absolvierte eine Friseurlehre und legte in der Folge die Prüfung zum Friseurmeister ab. Er betrieb zwischen 1906 und 1958 ein Friseurgewerbe in Feldkirch.
Er war 1911 Mitbegründer des Reichsverbands der Friseure Österreichs. Im Ersten Weltkrieg diente er bei den Standschützen.
Zimmermann engagierte sich in der Berufs- und Standesvertretung und war Mitglied des Landesgewerbeverbandes. Innerhalb des Vorarlberger Landesgewerbeverbandes hatte er von 1935 bis 1937 die Funktion des zweiten Obmannstellvertreters inne. Des Weiteren war er Mitglied der Landesfachgenossenschaft der Friseure, wo er auch zahlreiche Funktionen innehatte. So wirkte er von 1906 bis 1908 als Schriftführer der Landesfachgenossenschaft der Friseure, hatte zwischen 1908 und 1914 und von 1919 bis 1935 die Funktion des Obmanns inne und war danach von 1935 bis 1937 Zunftmeister. Nach dem Zweiten Weltkrieg übernahm Zimmermann von 1945 bis 1955 die Funktion des Innungsmeisters. Zimmermann war des Weiteren Mitglied des Bundesinnungsausschusses der Friseure und Kosmetiker. 1934 wurde er als Standesvertreter des Gewerbes vom Vorarlberger Landeshauptmann zum Mitglied des Ständischen Landtags berufen und gehörte in der Folge während der Zeit des Ständestaates bzw. des Austrofaschismus vom 14. November 1934 bis zum Anschluss Österreichs am 12. März 1938 dem Landtag an. Während des Sitzungsjahrs 1934/35 war er Mitglied im Volkswirtschaftlichen Ausschuss.

## Privates
Heinz Zimmermann wurde als Sohn von Ignaz Zimmermann und dessen Gattin Julie Günter geboren. Er heiratete am 16. September 1907 in St. Anton am Arlberg Maria Cäcilia Katharina Müller, die in Feldkirch geboren wurde und zwischen 1887 und 1964 lebte. Gemeinsam mit seiner Gattin bekam Zimmermann vier Kinder. Seine beiden Söhne bzw. Töchter wurden zwischen 1908 und 1929 geboren.

## Auszeichnungen
- Österreichische goldene Verdienstmedaille (1934)[1]
- Ehreninnungsmeister der Landesfachgenossenschaft der Friseure (1955)
- Ehrenmitglied des Reichsverbandes der Friseure Österreichs